# Freight Train
Freight Train är en amerikansk folksång skriven av Elizabeth Cotten i början av 1900-talet, och populariserad under 1950- och 60-talen.
Den första kända inspelningen av sången gjordes av Mike Seeger 1957–1958 hemma hos Cotten i Washington, D.C. Den spelades också in av Rusty Draper och Peter, Paul and Mary. En engelsk version gjordes av Nancy Whiskey 1957. Den förekommer i filmen The Tommy Steele Story där hon framför låten med Chas McDevitt Skiffle Group. Skivan blev en stor framgång. Samma år spelade Bertil Englund in låten med text av Gösta Rybrant. Då fick den titeln Den fredlöse.
En svensk text, med namnet Lyckan kommer, lyckan går, sjöngs 1969 in på skiva av Barbro Skinnar (1936-2018). Stefan Demert skrev en  text på svenska med titeln Till SJ (med den kända textraden SJ, SJ, gamle vän), som spelades in av honom själv och Jeja Sundström. Demerts version låg på Svensktoppen i sex veckor, 28 november 1971- 2 januari 1972. Demert har också skrivit en textversion Gnaget, Gnaget, gamle vän som en hyllning till AIK.
Lasse Åberg har använt musiken i två olika sånger, dels till Tigern är ett majsigt djur och dels till SunTrips välkomstsång i Sällskapsresan.